# Wohnhaus Erzhäuser Straße 2 (Darmstadt)
Das Wohnhaus in der Erzhäuser Straße 2 ist ein Bauwerk in Darmstadt-Wixhausen.

## Geschichte und Beschreibung
Das Haus wurde um das Jahr 1820 erbaut. Das eingeschossige giebelständige Fachwerkgebäude besitzt ein biberschwanzgedecktes Satteldach. Das Gebäude mit einem ungestörten regelmäßigen Fachwerkgefüge ist heute teilweise verputzt. An der Stirnseite ist das Fachwerk noch gut erkennbar.

## Denkmalschutz
Als Typus des Kleinbauern-Ackerbürger- oder Auszüglerhauses repräsentiert das bescheidene kleine Fachwerkhaus die Wohnform der unteren ländlichen Bevölkerungsschicht im frühen 19. Jahrhundert.
Aus architektonischen und stadtgeschichtlichen Gründen ist das Bauwerk ein Kulturdenkmal.